# Моя дочь 2
«Моя дочь 2» (англ. My Girl 2) — комедийная драма 1994 года с Анной Кламски, Дэном Эйкройдом, Кристин Эберсоул, Джейми Ли Кёртис, Ричардом Масуром, Остином О’Брайеном и Роландом Томсоном в главных ролях. Эта картина является сиквелом фильма «Моя дочь».

## Сюжет
Действие происходит в 1974 году, через два года после событий в «Моя дочь», и в сюжет входит основной персонаж, Вэйда Сальтенфусс, отправившаяся в Даллас на весенние каникулы и чтобы побольше узнать о своей умершей биологической матери. Сначала она была подвижной 11-летней девочкой с букетом медицинских диагнозов. Теперь она более подвижная и более серьёзная 13-летняя девушка. К этому времени отец Вэйды женился на Шелли Девото, её дядя Фил живёт в Лос-Анджелесе, бабушка отошла в иной мир, а Шелли беременна.
Вэйда берёт перерыв в своей обычной активности на время весенних каникул: она назначает себе задачу, написать эссе о всём вызывающем у неё восторг и никаких знакомств. Она решает, что хочет написать о своей матери, но быстро убеждается, что очень мало знает о ней. Вэйде удаётся получить согласие отца отпустить её в Лос-Анджелес, чтобы побыть с дядей Филом и выяснить кое-что о своей маме. Прибыв туда она попадает под покровительство Ника, сына подруги Фила, который очень недоволен, что приходится тратить весенние деньки на сопровождение девчонки-деревенщины по городским окрестностям. Однако вскоре он начинает принимать активное участие в её нелёгких поисках. Он получает представление о по-настоящему раздражительных девушках, а Вэйда, напротив, чувствует то же самое о парнях.
В фильм включено исполнение Ангелиной Болл а капеллы песни Чарли Чаплина «Смайл», сыгранное матерью Вэйды.

## Актёрский состав
- Анна Кламски — Вэйда Маргарет Сальтенфусс
- Остин О’Брайен — Ник Зигмунд
- Ричард Масур — Фил Сальтенфусс
- Кристин Эберсоул — Роза Зигмунд
- Дэн Эйкройд — Харри Сальтенфусс
- Джейми Ли Кёртис — Шелли Девото Сальтенфусс
- Девон Гаммерсолл — богатый мальчик

## Премии
За лучшее исполнение Кламски была удостоена кинопремии Молодого актёра в номинации за лучшее исполнение роли молодой актрисы в кинокартине. Томсон и О’Брайен за свои роли номинировались на кинопремию Молодому актёру.